# Nervo fibular superficial
O nervo fibular superficial é um nervo do compartimento lateral da perna. Se origina do nervo fibular comum.

## Trajeto
Surge a partir da bifurcação do nervo fibular comum (o nervo fibular profundo é o segundo nervo originado), entre o músculo fibular longo e o colo da fíbula ; desce pelo compartimento lateral da perna e torna-se subcutâneo no seu terço distal.

## Distribuição
Atende aos músculos do compartimento lateral da perna, que são o fibular longo e o curto. Responsável pela transmissão dos impulsos provenientes da pele da face anterior da perna e do dorso do pé.